# Steve Soper

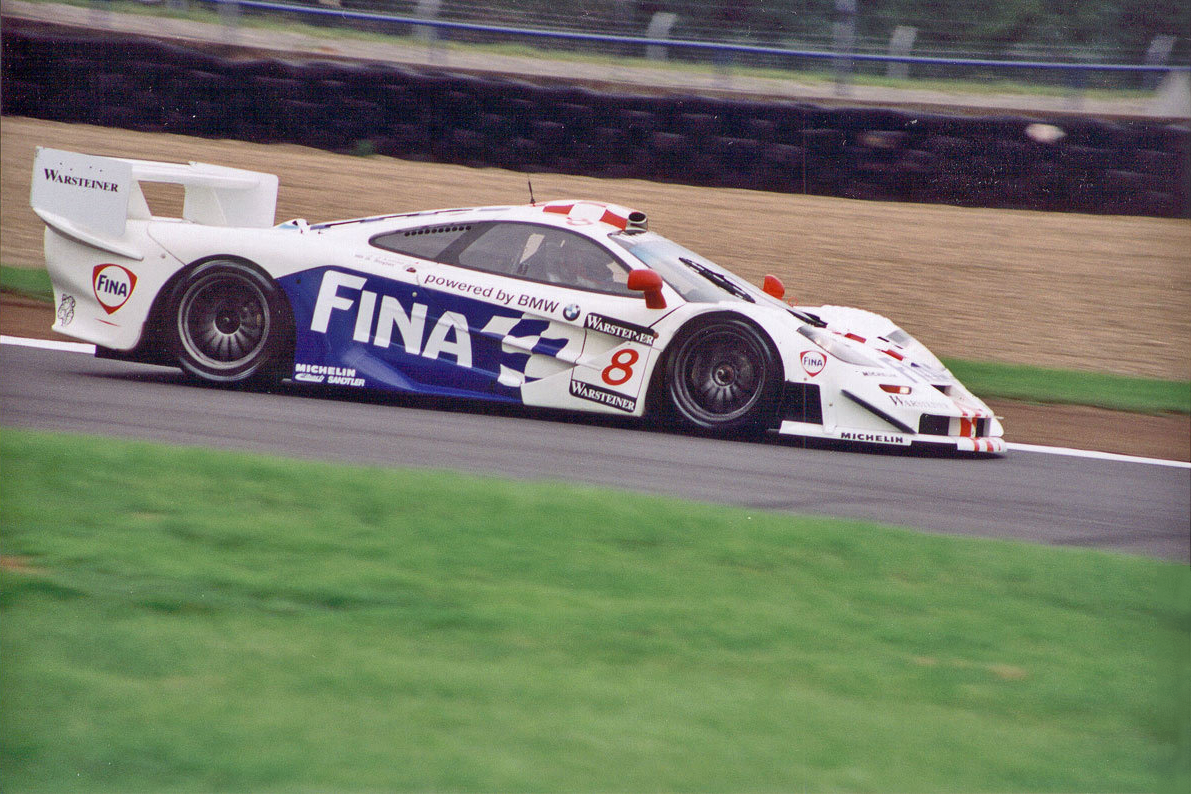
Steve Soper im McLaren F1 GTR, 1997 im Donington Park

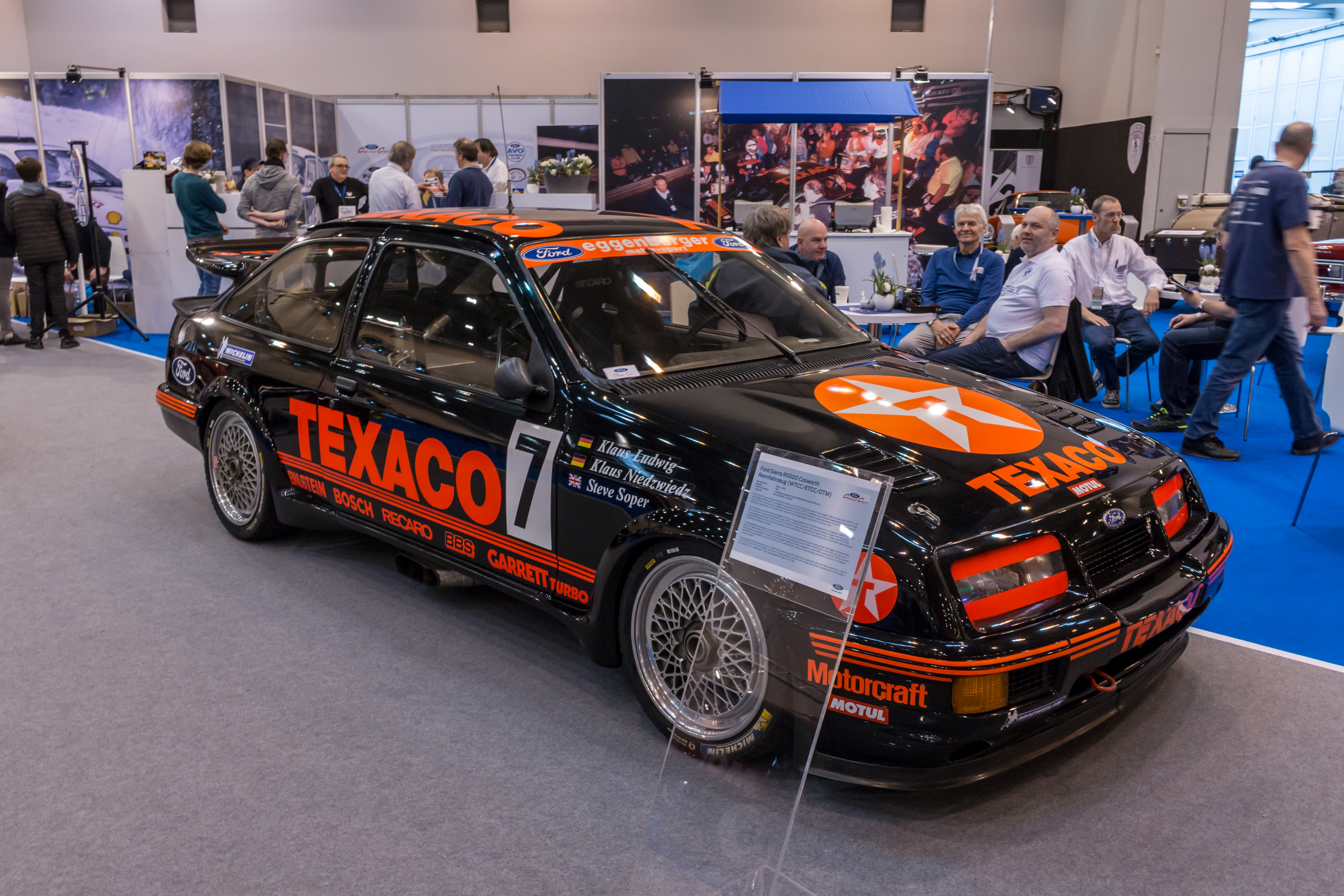
Siegfahrzeug 1987 am Nürburgring: Ludwig, Niedzwiedz und Soper auf Ford Sierra RS500

Steven „Steve“ Soper (* 27. September 1952 in Greenford) ist ein ehemaliger britischer Automobilrennfahrer, der Tourenwagen- und Sportwagenrennen bestritt.

## Karriere
1983 lag er am Ende der Saison mit 5 Siegen an der Spitze der BTCC-Gesamtwertung, aber die werksseitig eingesetzten Rover Vitesse wurde als illegal angesehen und am Saisonende aus der Wertung ausgeschlossen. In den Jahren 1988 und 1993 wurde er jeweils Vizemeister, 1988 in einem Ford Sierra RS500 und 1993 in einem BMW M3 hinter seinem Teamkollegen Joachim Winkelhock. In der ersten Tourenwagen-Weltmeisterschaft 1987 wurde er Gesamtfünfter und 1997 Zweiter der FIA-GT-Meisterschaft.
Er trat außerdem in der europäischen, japanischen und deutschen Tourenwagenmeisterschaft an. Er gewann das 24-Stunden-Rennen auf dem Nürburgring 1987, das 24-Stunden-Rennen von Spa-Francorchamps 1992 und 1995 und das Tourenwagenrennen in Macao 1997.
2001 kehrte er mit Peugeot in die BTCC zurück. Das Fahrzeug war jedoch dem Vauxhall Astra unterlegen. Soper belegte den sechsten Gesamtrang. Nach einem schweren Unfall im letzten Rennen beendete er auf ärztlichen Rat seine Rennsportkarriere.

## Persönliches
Soper ist mit Louise verheiratet. Die beiden haben zwei gemeinsame Töchter. Aus erster Ehe Sopers entstammt ein Sohn.

## Karriereüberblick
- 1977 Mini Cooper Cup
- 1980 1. Platz Britischer Ford-Fiesta-Cup
- 1981 1. Platz Britischer MG-Metro-Cup
- 1982 Tourist Trophy in einem Rover Vitesse
- 1983 BTCC (Rover)
- 1984–1985 Tourenwagen-Europameisterschaft mit Tom Walkinshaw Racing
- 1986 Tourenwagen-Europameisterschaft (Ford)
- 1987 Sieger 24-Stunden-Rennen auf dem Nürburgring auf Ford Sierra RS500
- 1988 Vizemeister der Tourenwagen-Europameisterschaft (6 Siege)
- 1988–1989 Deutsche Tourenwagen-Meisterschaft
- 1991 Deutsche Tourenwagen-Meisterschaft auf BMW M3
- 1991 BTCC auf BMW M3 (3 Siege)
- 1992 BTCC auf BMW M3
- 1992 Deutsche Tourenwagen-Meisterschaft auf BMW M3 (2 Siege)
- 1992 Sieger 24 Stunden von Spa
- 1993 BTCC auf BMW M3 (3 Siege)
- 1994 BTCC auf BMW M3 (1 Sieg)
- 1995 Japanische Tourenwagen-Meisterschaft
- 1995 Sieger 24 Stunden von Spa
- 1996 Super Tourenwagen Cup (Gesamtzweiter)
- 1997 Sieger Macao-Tourenwagen-Rennen
- 1997 FIA-GT-Meisterschaft (Gesamtzweiter)
- 1999 5. Platz 24 Stunden von Le Mans
- 2001 BTCC auf Peugeot

## Statistik

### Le-Mans-Ergebnisse
| Jahr | Team                     | Fahrzeug       | Teamkollege        | Teamkollege    | Platzierung | Ausfallgrund    |
| ---- | ------------------------ | -------------- | ------------------ | -------------- | ----------- | --------------- |
| 1983 | Mazdaspeed               | Mazda 717C     | Jeff Allam         | James Weaver   | Rang 18     |                 |
| 1996 | Team Bigazzi SRL         | McLaren F1 GTR | Jacques Laffite    | Marc Duez      | Rang 11     |                 |
| 1997 | BMW Schnitzer Motorsport | McLaren F1 GTR | Nelson Piquet      | JJ Lehto       | Ausfall     | Unfall          |
| 1998 | Team BMW Motorsport      | BMW V12 LM     | Hans-Joachim Stuck | Tom Kristensen | Ausfall     | Radlagerschaden |
| 1999 | David Price Racing       | BMW V12 LM     | Thomas Bscher      | Bill Auberlen  | Rang 5      |                 |

### Sebring-Ergebnisse
| Jahr | Team           | Fahrzeug    | Teamkollege   | Teamkollege      | Platzierung | Ausfallgrund |
| ---- | -------------- | ----------- | ------------- | ---------------- | ----------- | ------------ |
| 1999 | Price & Bscher | BMW V12 LM  | Bill Auberlen | Thomas Bscher    | Ausfall     | Unfall       |
| 2000 | BMW Motorsport | BMW V12 LMR | Bill Auberlen | Jean-Marc Gounon | Rang 4      |              |